# Волжанка (растение)
Волжа́нка, или ару́нкус (лат. Arúncus) — небольшой род двудольных цветковых растений в составе семейства Розовые (Rosaceae).

## Название
Научное название рода Aruncus было впервые употреблено Карлом Линнеем в 1758 году в книге Opera Varia. Там Линней указывает, что ранее, в частности, в работе Турнефора это растение называлось Barba caprae. Номенклатурным типом рода было выбрано название Spiraea aruncus из Species plantarum 1753 года, однако Aruncus aruncus, предложенное Г. Карстеном, не может быть действительным согласно статьям 23.4 и 32.1 МКБН. Первым названием, предложенным в качестве синонима Spiraea aruncus в роде Aruncus, было Aruncus sylvester В. Ф. Костелецкого, однако и оно было недействительным («голым» — nomen nudum), так как Костелецкий не указал на его синонимичность линнеевскому виду. В 1879 году К. И. Максимович взял название Костелецкого и связал его с линнеевским. Таким образом, типовым видом рода является Aruncus sylvester Kostel. ex Maxim. В случае объединения всех видов рода в один правильным названием для него является Aruncus dioicus, так как эпитет dioicus по отношению к этому растению был впервые употреблён в 1788 году.

## Ботаническое описание
Представители рода — двудомные многолетние травянистые растения с толстыми корневищами. Листья сложные, дважды или трижды перисто-рассечённые. Листочки с глубоко зубчатым краем. Прилистники отсутствуют.
Цветки обычно раздельнополые, реже обоеполые, мелкие, собраны в большом количестве в сложную метёлковидную кисть. Чашечка пятидольчатая. Гипантий плоский, блюдцевидный. Венчик белый или бледно-жёлтый, состоит из пяти лепестков. Тычинки в количестве 15—30, в мужских цветках длинные, в женских — короткие, недоразвитые. Пестики свободные, в числе от 3 до 5, с изогнутым столбиком, в мужских цветках недоразвитые. Завязь с несколькими семяпочками.
Плод — листовка с кожистым околоплодником, открывающаяся по брюшному шву. Семена очень мелкие, палочковидной формы.

## Распространение и экология
Волжанка широко распространена по всей умеренной зоне Северного полушария. Предпочитает тенистые влажные места, нередка в горах и в субальпийском поясе.

## Хозяйственное значение и использование
С XVII века волжанка выращивается как декоративное растение. Ранее это растение использовалось в медицине как противолихорадочное средство.

## Классификация

### Таксономическое положение
- Aruncus L., 1758, Opera Var. : 259

Род Волжанка включается в семейство Розовые (Rosaceae) порядка Розоцветные (Rosales), последовательно входящего в более крупные клады Фабиды → Розиды → Суперрозиды → Эвдикоты → Цветковые растения. Таксономическая схема в соответствии с Системой APG IV по состоянию на июнь 2024 года:
|  |                          |  |                                   |                                   |                   |  | еще 8 семейств |               |               |                                                           |
|  |                          |  |                                   |                                   |                   |  |                |               |               | 4 подтвержденных вида* и 9 видов, ожидающих подтверждения |
|  |                          |  |                                   | порядок Розоцветные               |                   |  |                |               | род Волжанка  |                                                           |
|  |                          |  |                                   | порядок Розоцветные               |                   |  |                |               | род Волжанка  |                                                           |
|  | клада Цветковые растения |  |                                   |                                   | семейство Розовые |  |                |               |               |                                                           |
|  | клада Цветковые растения |  |                                   |                                   |                   |  |                |               |               |                                                           |
|  |                          |  | ещё 63 порядка цветковых растений | ещё 63 порядка цветковых растений |                   |  |                | еще 116 родов | еще 116 родов |                                                           |
|  |                          |  |                                   | ещё 63 порядка цветковых растений |                   |  |                |               | еще 116 родов |                                                           |

* В базе данных WFOPL указано 5 подтвержденных видов, два из которых являются синонимами с отличным написанием видового эпитета:
- Aruncus silvester Kostel. ex Maxim.
- Aruncus sylvester Kostel. ex Maxim.

### Виды
- Aruncus dioicus (Walter) Fernald, 1939 — Волжанка двудомная, или Волжанка обыкновенная
- Aruncus gombalanus (Hand.-Mazz.) Hand.-Mazz.
- Aruncus parvulus Kom.
- Aruncus silvester Kostel. ex Maxim.